# ماجرای مک‌فارلین
ماجرای ایران–کُنترا (به انگلیسی: Iran Contra affair) که به ماجرای مک‌فارلِیْن و ماجرای ایران گیت نیز معروف است، یک رسوایی سیاسی است که در ایالات متحده آمریکا از ۲۰ اوت ۱۹۸۵ تا ۴ مارس ۱۹۸۷ (۲۹ مرداد ۱۳۶۴ – ۱۵ مرداد ۱۳۶۵) به‌مدت یک‌سال و نیم، در دور دوم ریاست‌جمهوری رونالد ریگان رخ داد. مقامات دولت ریگان به‌طور مخفیانه، با فروش تسلیحات به ایران، که در تحریم تسلیحاتی بود، کمک‌رسانی کردند. آنان امیدوار بودند که بدین وسیله آزادی گروگان‌های آمریکایی در لبنان را تضمین کرده و شورشیان کنتراهای نیکاراگوئه را تأمین بودجه کنند. تأمین بودجهٔ کنتراها از سوی دولت آمریکا بر اساس لایحه بولند، از سوی کنگره ممنوع اعلام نشده بود.
رسوایی ایران-کنترا بزرگ‌ترین بحران داخلی دوران ریاست‌جمهوری رونالد ریگان بود و افشای آن در ایران هم تأثیر قابل‌توجهی گذاشت.
این رسوایی با عملیاتی به منظور آزادسازی هفت گروگان آمریکایی که در لبنان اسیر عماد مغنیه بودند، آغاز شد. این گروه شبه‌نظامی پیوندهایی با سپاه پاسداران انقلاب اسلامی داشت. برنامه‌ریزی شده بود که از انبارهای سلاح‌های اسرائیل، تسلیحاتی را به ایران ارسال کنند، و آنگاه آمریکا انبارهای تسلیحات اسرائیل را از نو تأمین کرده و وجه آن را از اسرائیل دریافت کند. دریافت‌کنندگان ایرانی باید قول می‌دادند هر چه در توان‌شان باشد را برای آزادسازی گروگان‌های آمریکایی انجام دهند. سرگرد الیور نورث از شورای امنیت ملی ایالات متحدهٔ آمریکا در اواخر ۱۹۸۵ اصلاحاتی در نقشه تعبیه کرد، که بنا بر آن بخشی از عواید حاصل از فروش سلاح برای تأمین بودجهٔ مخالف جبههٔ آزادی‌بخش ملی ساندینیستا، یا همان کنتراها، در نیکاراگوئه هدایت می‌شد.
با این که رئیس‌جمهور رونالد ریگان از حامیان جنبش کنترا بود، شواهد در خصوص این که هدایت پول حاصله از فروش سلاح به ایران به کنتراها با اجازهٔ او بوده، مورد مناقشه است. یادداشت‌های دست‌نویس کاسپار واینبرگر در ۷ دسامبر ۱۹۸۵، نشان می‌دهند که ریگان از انتقال احتمالی گروگان‌ها با ایران، و نیز فروش موشک‌های ام‌آی‌ام-۲۳ هاوک و بی‌جی‌ام-۷۱ تاو به عناصر «میانه‌رو» در آن کشور مطلع بوده است. کاسپار واینبرگر نوشت که ریگان گفته «او می‌توانست پاسخگوی اتهامات غیرقانونی بودن باشد ولی نمی‌توانست به این اتهام پاسخی دهد که رئیس‌جمهور ریگان بزرگ قوی از فرصت آزاد کردن گروگان‌ها گذر کرده است» پس از افشای فروش تسلیحات در نوامبر ۱۹۸۶، ریگان در تلویزیون ملی ظاهر شد و گفت که انتقال تسلیحات رخ داده، ولی ایالات متحده در قبال گروگان‌ها تسلیحات دادوستد نکرده است. تحقیقات در پی نابود شدن و عدم ارائهٔ حجم بزرگی از اسناد در خصوص این رسوایی، از سوی دولت ریگان به محققان، کند شد. در ۴ مارس ۱۹۸۷ ریگان در خطاب به تلویزیون ملی مسئولیت کامل همه اقداماتی که از آن مطلع نبوده را پذیرفت و اعتراف کرد «آنچه به عنوان گشایشی استراتژیک به ایران شروع شد، در هنگام اجرا، به تبادل اسلحه در قبال گروگان‌ها رو به زوال گذاشت.»
کنگره آمریکا در آن زمان کمک مالی به شورشیان نیکاراگوئه را ممنوع کرده بود.
در ایران، یک ماه بعد از آمریکا، این ماجرا را منوچهر قربانی‌فر دلال اسلحه، با نامه‌ای به فتح‌الله امید نجف‌آبادی از اطرافیان منتظری اطلاع داد (چون آمریکایی‌ها و دولت ایران تلاش کرده بودند او را از معاملات کنار بگذارند). پس برای اولین بار این موضوع، در بیت قائم‌مقام رهبری مطرح شد. گفته می‌شود سید مهدی هاشمی مسئول نهاد نهضت‌های آزادی‌بخش سپاه که از نزدیکان منتظری بود، به وسیله روزنامه الشراع لبنان این ماجرا را فاش کرد. ماجرای مک‌فارلین در خاطرات حسینعلی منتظری در صفحات ۵۸۷ و ۶۰۷ و همچنین نامه‌های منوچهر قربانی‌فر به محسن کنگرلو به همراه سند در پیوست‌های ۱۳۰ و ۱۳۱ خاطرات حسینعلی منتظری مفصل آمده است.
ماجرای ایران–کنترا بعد از رسوایی واترگیت بزرگ‌ترین رسوایی سیاسی آمریکا لقب گرفت.

## شرح واقعه
ایران در اواسط دههٔ هشتاد میلادی، درگیر جنگ با عراق بود و به کمک از خارج برای جنگ و اقتصاد نیاز داشت. به علاوه ارتش ایران در پیش از انقلاب ۱۳۵۷ به‌طور گسترده‌ای مسلح به اسلحه آمریکایی بود و این نیاز ایران به تجهیزات آمریکایی را دو چندان می‌کرد، اما پس از بحران گروگان‌گیری در سفارت ایالات متحده آمریکا در تهران، جیمی کارتر رئیس‌جمهور وقت آمریکا، ایران را مورد تحریم تسلیحاتی قرار داده بود. همچنین از ژانویه ۱۹۸۴، آمریکا ایران را به فهرست حامیان دولتی تروریسم اضافه کرده بود که از این طریق نیز مشمول تحریم‌های از جمله تسلیحاتی آمریکا و متحدانش واقع می‌شد. همچنین از بهار ۱۹۸۳، تحت عملیات استانج آمریکا تلاش دیپلماتیک وسیعی برای قانع کردن کشورهای متحدش به امتناع از فروش اسلحه به ایران شروع کرده بود. در این زمان بخشی از نیروهای حکومتی ایران به بهبود روابط با آمریکا تمایل داشتند. از سوی دیگر رونالد ریگان رئیس‌جمهور وقت آمریکا، امید داشت تا با کمک ایران گروگان‌های آمریکایی در لبنان را آزاد کند. همچنین در این زمان آمریکا بیم داشت که یک ایران ضعیف به دامان شوروی کمونیستی بیفتد. در ژانویه ۱۹۸۶ ریگان دستور داد تا چهار هزار موشک تاو توسط سازمان سیا از وزارت دفاع خریده شود و از طریق اسرائیل به ایران فروخته شود. در این زمان ریگان، رابرت مک فارلین مشاور پیشین امنیت ملی را برای نزدیک شدن بیشتر به ایران و مذاکره به جناح‌های میانه‌رو ایران از جمله هاشمی رفسنجانی و طرفدارانش به ایران فرستاد. این روابط تا ماه نوامبر ادامه داشت تا زمانی که این روابط توسط یک روزنامه لبنانی فاش شد.
در ۵ اکتبر ۱۹۸۶ (۱۳ مهر ۱۳۶۵) یک هواپیمای باری قدیمی آمریکایی که در حال پرواز برفراز نیکاراگوئه بود، توسط یک موشک ضدهوایی سقوط کرد. یوجین هیزنفاس (به انگلیسی: Eugene Hasenfus) تنها بازمانده این حادثه بود که به اسارت درآمد. بعد از اطلاع از دستگیری، سازمان سیا تصمیم گرفت هرچه سریع‌تر وارد عمل شود و وی را بازگرداند. اما مدتی بعد هیزنفاس با حضور در پشت دوربین‌های تلویزیونی از نقش آمریکا در تجهیز و پروراندن شورشیان نیکاراگوئه (کنترا) پرده برداشت.
این خبر در حالی به اولیور نورث، عضو شورای ملی امنیت ایالات متحده آمریکا رسید که وی در حال مذاکره با نمایندگان ایران در اروپا بود. رابرت مک‌فارلین، عضو دیگر شورای ملی امنیت ایالات متحده آمریکا، بعد از اطلاع از این خبر از ادامه مذاکرات با طرف ایرانی دست کشید و به واشینگتن بازگشت.
از اوایل دههٔ ۱۹۸۰، موج آدم‌ربایی آمریکایی‌ها در لبنان توسط گروه‌های بنیادگرای اسلامی، خاطرات تلخ بحران گروگان‌گیری قبلی در ایران را زنده کرد. با این حال، این آدم‌ربایی‌ها واکنش شخصی شدیدی را از سوی رئیس‌جمهور رونالد ریگان برانگیخت، که علی‌رغم سوگندهای عمومی مبنی بر عدم مذاکره با تروریست‌ها، به دستیاران خود روشن کرد که قصد دارد گروگان‌ها را صرف نظر از پیامدهای سیاسی آزاد کند. در حالی که اهداف استراتژیک گسترده‌تر - ایجاد روابط نزدیک‌تر با ایران، جلوگیری از روی آوردن تهران به اتحاد جماهیر شوروی برای کمک، و حمایت مشترک از مجاهدین افغان - انگیزه بیشتری ایجاد می‌کرد، تعهد رئیس‌جمهور به آزادی گروگان‌ها محرک اصلی مشارکت آمریکا در ابتکار ایران بود.
کاتالیزور معاملات تسلیحاتی در ژوئیه ۱۹۸۵ ظهور کرد، زمانی که اسرائیل به ایالات متحده اطلاع داد که محافلی خاص در داخل ایران آمادهٔ برقراری مجدد تماس با ایالات متحده هستند. به گفته اسرائیلی‌ها، این "میانه‌روها" امیدوار بودند با به دست آوردن سلاح برای جنگ با عراق، جایگاه خود را در داخل رژیم بهبود بخشند. مهم‌تر از آن، در ازای مقدار کمی موشک، این گروه آماده کمک به آزادی گروگان‌های لبنان بود. رئیس‌جمهور ریگان، با وجود مخالفت وزرای امور خارجه و دفاع خود، پیشنهاد اسرائیل را تأیید کرد و در یادداشت روزانه خود در ۲۳ اوت نوشت: «اکنون باید منتظر بمانیم».
تریتا پارسی هم، در کتاب «اتحاد خائنانه» در تأیید ملاقات مقامات ایرانی (حسن روحانی، منوچهر قربانی‌فر (دلال اسلحه)) و اسرائیلی نوشته است که با میانجی‌گری اسرائیلی‌ها، ایرانی‌ها از آمریکایی‌ها، موشک ضدتانک تاو خریداری کردند. به نوشته گازیوروسکی در اوایل نوامبر ۱۹۸۶ مجله لبنانی الشراع گزارش داد که ایالات متحده به‌طور مخفیانه به جمهوری اسلامی ایران اسلحه می‌فروشد و مک‌فارلین به همراه دلال‌های اسلحه، مخفیانه به ایران سفر کرده است. طولی نکشید که این گزارش توسط مقام‌های رسمی آمریکایی تأیید شد و طولی نکشید که آشکار گشت که سود حاصل از فروش اسلحه در فعالیت‌های شورشی‌های نیکاراگوئی‌های کنترا هزینه می‌گردد. جزئیات بیشتر در طی ماه‌های بعد، در جلسه استماع کنگره ایالات متحده، در گزارش کمیسیون ویژه تحقیق که توسط رئیس‌جمهور ریگان گماشته شد، و در رسانه‌ها پدیدار گشت. در نتیجه این گزارش‌های متفاوت آشکارشده، ارسال محموله‌های تسلیحاتی آمریکایی به ایران متوقف شد و ایالات متحده نسبت به ایران متخاصم گشت.
به گفته امانت، نماینده ایران در این معامله، تاجر مرموزی به نام منوچهر قربانی‌فر بود. او سابقه عضویت در ساواک را داشت و در یک شرکت کشتیرانی اسرائیلی-آمریکایی شراکت داشت. او مدعی بود که با معتدل‌های منتفذ درون رژیم ایران ارتباط دارد. نماینده آمریکا، عضو تک‌روی شورای امنیت ملی، سرگرد اولیور نورث بود. آمریکایی‌ها ظرف 2 سال، بیش از 2500 موشک ضد تانک آمریکایی تاو را به ایرانی‌ها فروختند. اسرائیلی‌ها اولین محموله موشک‌ها و قطعات را تحویل دادند و قبل از آن هم، شماره‌ها و حروف عبری روی آنها را پاک کردند. از همان اول ایرانی‌ها، می‌دانستند که این سلاح‌ها از کجا می‌آیند و با چه قیمت دولا پهنایی، به دستشان می‌رسد. محموله‌های بعدی مستقیماً از آمریکا به ایران ارسال شدند.

## روایت جمهوری اسلامی ایران
۱۴ ژوئن ۱۹۸۵ در طی ماجرای پرواز TWA ۸۴۷ که دو لبنانی عضو گروه عماد مغنیه اقدام به هواپیماربایی نمودند و خلبان را مجبور کردند در فروگاه بیروت بر زمین نشیند، با میانجیگری اکبر هاشمی رفسنجانی در طی سفرش به سوریه و لبنان، گروگانگیرها گروگان‌ها را آزاد کردند. این مسئله موجب توجه رونالد ریگان به نفوذ ایران در اقدامات گروه عماد مغنیه لبنان شد و درصدد برآمد مدتی بعد برای حل بحران ربایش برخی کارکنان سفارت آمریکا در بیروت توسط اعضای گروه عماد مغنیه، مجدداً از کمک ایران سود ببرد. در همین راستا آمریکا با واسطه ژاپن و پاکستان با سید احمد خمینی نیز تماس برقرار کرد.
از طریق ارتباط بین یک دلال اسلحه بین‌المللی ایرانی الاصل بنام منوچهر قربانی فر با محسن کنگرلو یکی از معاونان نخست‌وزیری مقدمات معاملات پنهانی گروگان-اسلحه بین ایران و آمریکا مهیا می‌شود و در چندین مرحله ماه‌ها انجام می‌گردد.
همچنین پس از اجرای چند عملیات نظامی موفق‌آمیز از سوی رزمندگان ایرانی در خلال سال‌های ۱۳۶۱ تا ۱۳۶۴ که از آزادسازی خرمشهر آغاز شد و تا تصرف فاو ادامه داشت، سیاست‌مداران نسبت به شکست عراق توسط ارتش ایران بیمناک شدند و ادامه روند جنگ را به نفع ایران دیدند. ایران نیز کویت را به دلیل در اختیار قراردادن جزیره بوبیان به عراق به عنوان پایگاه موشکی تهدید کرد و موجب ترس سران کشورهای حاشیه خلیج فارس شد. از این روی بود که رونالد ریگان، جورج بوشِ پدر را ۳ ماه پس از تصرف فاو به منطقه خاورمیانه فرستاد تا با سران کشورهای عرب منطقه ملاقات کند. پس از پایان مذاکرات بود که آمریکا و اعراب به این نتیجه رسیدند که ادامه حمایت از صدام حسین کمکی به پیروزی وی در جنگ نمی‌کند و بهتر آن است که ایشان اقدام به مصالحه با ایران نمایند و از نفوذ بیشتر ایران در منطقه جلوگیری نمایند.
بنابراین مذاکرات برای آینده حکومت ایران بعد از روح‌الله خمینی و روی کار آوردن جناح میانه‌رو در دستور کار معاملات پنهانی آمریکا-ایران قرار گرفت.

### سفر هیئت مذاکره‌کننده

اعضای هیئت مذاکره‌کننده آمریکا-اسرائیل. بالا، چپ: رابرت مک‌فارلین راست: الیور نورث. پایین، چپ: هاوارد تیچر راست:امیرام نیر (اسرائیلی)

بعد از کمتر از یکسال معاملات پنهانی ایران و آمریکا، هیئتی در تاریخ ۲۵ مه ۱۹۸۶ (۴ خرداد ۱۳۶۵) جهت مذاکرات وارد تهران شدند عبارت بودند از: الیور نورث، رابرت مک‌فارلین تحلیلگر سازمان سیا و مشاور امنیت ملی رئیس‌جمهور ایالات متحده آمریکا، جورج کِیو از مقامات شورای امنیت ملی، هوارد تیچر (مسئول تحویل پول به شورشیان نیکاراگوئه) و امیرام نیر، یکی از مأموران سرویس امنیت اسرائیل. این هیئت با خود یک اسلحه کلت و یک انجیل امضاشده توسط ریگان و یک کیک به همراه داشت. کیک شکلاتی با نظر جورج کِیو به شکل کلید و در تل‌آویو پخته شده بود تا سمبلی از گشایش در روابط ایران و آمریکا باشد.
بر اساس گفته‌های هاشمی رفسنجانی مک‌فارلین و همراهانش با نام ایرلندی با یک هواپیمای حمل سلاح وارد ایران شدند. در بدو ورود به ایران، اعضای این هیئت به یک هتل برده شدند. در مدت ۵ روز مکرراً به درخواست‌های رابرت مک‌فارلین مبنی بر ملاقات با یکی از مسئولان رده‌بالای ایران پاسخ منفی داده می‌شد. مأموران ایرانی اعضای هیئت را تهدید می‌کردند در صورتی که هدف و نقشه اصلی حضور غیرمنتظره در ایران را شرح ندهند، هویت‌شان در رسانه‌های جمعی معرفی خواهد شد.
بعد از آن اولین دور مذاکرات به مدت ۲ ساعت انجام شد. در این جلسه مقامات سیاسی ایران حاضر نبودند و تنها فرماندهانی از سپاه پاسداران هیئت ایرانی را تشکیل می‌دادند. دور دوم مذاکرات به دلیل ترک جلسه توسط مک‌فارلین تنها نیم‌ساعت ادامه پیدا کرد، وی این اقدام را به نشانه اعتراض به بی‌توجهی مقامات ایرانی نسبت به حضور وی در ایران انجام داد. دور سوم بدون حضور مک‌فارلین و با حضور چند دیپلمات ایرانی و به مدت ۶ ساعت انجام شد. در دور سوم، چهارم و پنجم توافقات نسبی بین طرفین انجام شد. در پایان دور ششم مذاکرات، هیئت آمریکایی به این دلیل که نتیجه مذاکرات را مورد قبول نمی‌دیدند، درخواست بازگشت به آمریکا را مطرح نمودند. این گروه در پایان دور هفتم مذاکرات (۱۷ خرداد ۱۳۶۵) گذرنامه خود را دریافت و ایران را ترک کردند.

### نقش حسن روحانی
فارن پالیسی در گزارشی با عنوان «وقتی روحانی با اولیور نورث دیدار کرد» نوشت:
حسن روحانی مشاور ارشد سیاست خارجی دولت وقت ایران، بیست و هفتم می ۱۹۸۶ با هیاتی از مقامات کاخ سفید در طبقه آخر هتل هیلتون در تهران همنشین شده و آمده بود تا پنهانی واسطه توافقی با آمریکایی‌ها شود. جزئیات این مذاکرات کاملاً مخفی و محرمانه بوده است و مدارک کمی درمورد نقش حسن روحانی وجود که در مستند قمار نیز به آن اشاره می‌شود.
این نشریه با تشریح جزئیات مذاکرات ایران و آمریکا هم‌زمان با جنگ تحمیلی ادعا کرده که حسن روحانی نقشی محوری در این ماجرا داشته است.

## عوامل اصلی
کنترل عملیاتی معاملات تسلیحاتی ایران به سرهنگ دوم الیور نورث، یکی از اعضای شورای امنیت ملی، واگذار شد. نورث عمدتاً به دو فرد خصوصی - سرلشکر بازنشسته نیروی هوایی ریچارد سکورد و آلبرت حکیم - برای کمک به اجرای این فعالیت تکیه داشت. آنها با هم شبکه‌ای از نهادهای شرکتی برون‌مرزی را با عنوان شرکت هدایت می‌کردند که به پنهان کردن دخالت دولت ایالات متحده کمک می‌کرد. نورث جزئیات را هم به رابرت مک فارلین، مشاور امنیت ملی، و هم به جان پویندکستر، جانشین او، گزارش می‌داد که تمام فعالیت‌های او را تأیید می‌کردند. بسیاری از مقامات ارشد دیگر ایالات متحده از این برنامه مخفیانه اطلاع داشتند. رئیس‌جمهور ریگان تا زمان افشای عمومی آن در نوامبر ۱۹۸۶ از آن حمایت کرد. معاون رئیس‌جمهور جورج اچ دبلیو بوش، رئیس سیا ویلیام کیسی و رئیس دفتر کاخ سفید دونالد ریگان نیز آن را تأیید کردند. وزیر امور خارجه جورج شولتز و وزیر دفاع کاسپار واینبرگر در مراحل مختلف با فروش اسلحه مخالفت کردند، اما با این وجود با رئیس‌جمهور همراهی کردند. مقامات سطح پایین‌تر در چندین آژانس نیز در جریان اجرای آن از این برنامه آگاه شدند.
در طرف ایرانی، گفته می‌شود که علی‌اکبر هاشمی رفسنجانی، رئیس وقت مجلس، رهبران ارشد را به منظور تقسیم مسئولیت در ابتکار مبادله اسلحه با گروگان‌ها وارد کرد. در واقع، با توجه به اولویت بالای به دست آوردن سلاح برای جنگ و حساسیت برقراری تماس با واشینگتن و اسرائیل، این امر قطعاً قابل قبول است. مقامات دفاتر نخست‌وزیر میرحسین موسوی و سپاه پاسداران، از جمله دیگران، نقش‌های عملیاتی مستقیمی ایفا کردند. به طور خلاصه، همه جناح‌ها، نه فقط یک گروه فرضی از "میانه‌روها"، حضور داشتند. منوچهر قربانی‌فر، دلال اسلحه با روابط قبلی با سیا و احتمالاً اطلاعات اسرائیل، به عنوان واسطه اصلی رژیم ایران برای بیشتر عملیات خدمت کرد.
در اسرائیل نیز دخالت به بالاترین سطوح دولت رسید. شیمون پرز، نخست‌وزیر، اولین بار تماس‌هایی را پیشنهاد داد که منجر به معاملات مخفیانه شد. دیوید کیمچه، مدیر کل وزارت امور خارجه، در اواسط سال ۱۹۸۵ مک فارلین را برای پیشبرد این ایده تحت فشار قرار داد. برای بخش عمده‌ای از عملیات، مشاور ضد تروریسم پرز، امیرام نیر، مشارکت مستقیم داشت، در حالی که دیگران مانند وزیر دفاع اسحاق رابین و افسران ارشد نظامی در مواقع مختلف درگیر بودند. دو فرد خصوصی با روابط خوب، آدولف شویمر، بنیان‌گذار صنایع هوافضای اسرائیل، و یاکو نیمرودی، دلال اسلحه با تجربه گسترده در ایران، در چند ماه اول به اجرای معاملات کمک کردند.
یکی دیگر از بازیگران کلیدی در این ابتکار، عدنان خاشقجی، دلال اسلحه میلیاردر سعودی بود که از نزدیک با قربانی‌فر همکاری می‌کرد و بودجه حیاتی برای برخی از معاملات را فراهم می‌کرد.

## محموله‌های ارسال شده به ایران
اولین محموله موشک‌های تاو در ۲۰ اوت ۱۹۸۵ (۲۹ مرداد ۱۳۶۴) به ایران ارسال شد. در ۱۴ سپتامبر ۱۹۸۵ (۲۳ شهریور ۱۳۶۴)، دومین محموله که شامل توپ‌های فوق پیشرفته و سنگین و دوربرد ۱۵۵ میلی‌متری بسیار دقیق و لوله بلند با شعله‌پوش (M198 Towed howitzer 155mm) که البته ساخت آمریکا بود ولی در ارتش ایران برای رد گم کردن به توپ‌های اتریشی معروف شدند. این محموله‌ها از طریق آبی و از بندرعباس به ارتش ایران تحویل داده شد. بنیامین ویر، گروگان آمریکایی در لبنان، در ۲۴ شهریور ۱۳۶۴ آزاد گردید. دومین گروگان دیوید جاکوبسن (به انگلیسی: David Jacobsen) نیز در تاریخ ۱۱ آبان ۱۳۶۵ آزاد شد. رونالد ریگان همان ساعت با تلفن به شیمون پرز، مراتب تشکر دولت متبوعش را به خاطر هماهنگ‌سازی اسرائیل در انتقال تسلیحات به ایران ابراز داشت. سه نفر دیگر نیز در ماجراهای دیگری در ۱۸ و ۲۱ شهریور و نیز ۲۱ مهر آن سال در بیروت به گروگان گرفته شدند که در جریان مذاکرات پنهانی نبودند. در این موارد هم گروگان نخست سریعاً آزاد شد، اما دو تن دیگر برای مدت‌ها گروگان بودند.
ناهم مانبار (به عبری: נחום מנבר)، یکی از دلالان اسلحه اسرائیلی مدعی شده است که در طی معاملات اسلحه، ایران مقداری گاز اعصاب و گاز خردل نیز دریافت کرده است؛ احتمالاً ایران این مواد شیمیایی را در برابر دریافت موشک‌های قذافی لیبی با وی معامله کرده است.
موشک ضدهوایی هاوک نیز یکی از اقلام فروخته شده به ایران بوده که آدولف شویفر آن‌ها را از نیروی هوایی آمریکا تحویل گرفت.
ارزش کل کالاهای ارسال شده به ایران در خلال این معامله بالغ بر ۲ میلیارد دلار می‌باشد.
بر اساس گزارش نیویورک تایمز، این سلاح‌ها در جریان این معامله‌های پنهانی دراختیار ایران قرار گرفت:
- ۲۰ اوت ۱۹۸۵: ۹۶ موشک ضدتانک تاو (بی‌جی‌ام-۷۱ تاو)
- ۱۴ سپتامبر ۱۹۸۵: ۴۰۸ موشک ضدتانک تاو[۴۹]
- ۱۲ نوامبر ۱۹۸۵: تعداد کثیری قطعات هواپیماهای فانتوم اف-چهار به ارزش تقریبی ۴۳ میلیون دلار
- ۲۴ نوامبر ۱۹۸۵: ۵۰۰ موشک ضدهوایی هاوک (ام‌آی‌ام-۲۳ هاوک)
- ۱۷ فوریه ۱۹۸۶: ۵۰۰ موشک ضدتانک تاو
- ۲۷ فوریه ۱۹۸۶: ۵۰۰ موشک ضدتانک تاو
- ۲۴ می ۱۹۸۶ :۵۰۸ موشک ضدتانک تاو و۲۴۰ قطعه یدکی موشک‌های ضدهوایی هاوک
- ۱۴ ژوئن ۱۹۸۶: تعداد کثیری قطعات و تسلیحات اف-۵ تایگر و اف-۱۴ تامکت به ارزش تقریبی ۵۰ میلیون دلار
- ۴ اوت ۱۹۸۶: قطعات یدکی موشک‌های ضدهوایی هاوک
- ۲۸ اکتبر ۱۹۸۶: ۵۰۰ موشک ضدتانک تاو
- ۱۹ نوامبر ۱۹۸۶: آخرین اف ۱۴ تامکت به رجیستر ۶۰۸۰–۳

مقامات ایرانی میکروفیشی به دست آورده بودند که نشان می‌داد قیمت قطعات یدکی موشک هاوک هفت برابر حساب شده است، اما قربانی‌فر اصرار داشت که اضافه قیمت تنها ۴۱٪ هست.

### شرح معامله‌ها و نحوه ارسال مهمات
بین اوت ۱۹۸۵ تا نوامبر ۱۹۸۶، هفت محموله مرسوله کشتیرانی از تجهیزات نظامی از بندرها ایالات متحده یا اسرائیل به ایران ارسال گشت. ایران در مجموع ۲۰۰۴ موشک تاو و ۱۸ موشک هاوک به علاوه بیش از ۲۰۰ عدد قطعات یدکی سکوی پرتاب موشک هاوک در ازای آزادی گروگان‌های آمریکایی تحویل گرفتند؛ ولی عملیات به خوبی به نتیجه نرسید. سه آمریکایی دیگر در طی همین دوره (آزادی گروگان‌های آمریکایی) به گروگان گرفته شدند؛ در عین حالی که مشکلات متعددی برای رسیدن سلاح به وجود آمد که باعث ایجاد بی‌اعتمادی طرفین معامله شد.
در اوت، سپتامبر و نوامبر ۱۹۸۵ - توسط اسرائیل با برداشتن موشک‌های ساخت آمریکا از انبارهای اسرائیل ترتیب داده شد که واشینگتن موافقت کرد آنها را با نسخه‌های مدرن‌تر جایگزین کند. مانند همه معاملات، سود مالی انگیزه اصلی واسطه‌های خصوصی بود. برای محموله‌های اولیه، قربانی‌فر موافقت کرد که برای هر موشک ۱۰۰۰۰ دلار بپردازد، که بسیار بیشتر از نرخ ۶۰۰۰ دلاری بود که واسطه‌های اسرائیلی به وزارت دفاع اسرائیل پرداخت کرده بودند، اما کمتر از ۱۲۰۰۰ دلار برای هر موشک بود که از دولت ایران دریافت می‌شد. عدنان خاشقجی، سرمایه‌دار سعودی، برای کمک به پیشبرد معامله، ۱ میلیون دلار وام داد.
محموله اوت شامل ۹۶ موشک ضد تانک تاو (پرتاب لوله‌ای، ردیابی نوری، هدایت سیمی) بود که در پالت‌های ۱۲تایی بسته‌بندی شده بودند. آنها بدون هیچ حادثه‌ای با یک هواپیمای بدون نشان اسرائیلی DC-8 وارد تهران شدند. با این حال، در نتیجه آن هیچ گروگانی آزاد نشد. قربانی‌فر، که سیا او را یک دروغگو می‌دانست، ادعا کرد که سپاه پاسداران موشک‌ها را در فرودگاه توقیف کرده و مقامات میانه‌رویی که او ادعا می‌کرد نماینده آنهاست، به این نتیجه رسیده‌اند که شرایط قرارداد برآورده نشده است. آمریکایی‌ها و اسرائیلی‌ها خود قربانی‌فر را به عدم پایبندی به توافق متهم کردند. با این وجود، آنها به سرعت با معامله دوم شامل تعداد بیشتری موشک و گروگان کمتر موافقت کردند.
محموله سپتامبر شامل ۴۰۸ موشک تاو بود که تنها یک اسیر در ازای آن آزاد می‌شد. این بار قربانی‌فر ترتیب داد که موشک‌ها به تبریز، دور از کنترل سپاه پاسداران، بروند. ساعاتی پس از تحویل، اولین گروگان آمریکایی، کشیش بنجامین ویر، آزاد شد. مقامات آمریکایی بسیار خوشحال بودند و مصمم‌تر از همیشه به ادامه کار بودند.
محموله نوامبر موشک‌های هاوک (قاتل تمام مسیر) به دلایل متعددی، به دلیل برنامه‌ریزی بی‌نظم و اجرای ضعیف، فاجعه‌بار بود. پرتغال از اعطای حق ترانزیت از طریق لیسبون خودداری کرد. سپس اجاره هواپیمای اسرائیلی منتظر منقضی شد و نورث را بر آن داشت تا یک هواپیمای اختصاصی سیا را تهیه کند که مشخص شد فقط ظرفیت حمل ۱۸ موشک را دارد، کسری از رقم اصلی پیش‌بینی شده. پس از ورود هواپیما به ایران، ایرانی‌ها متوجه شدند که مدلی که ارسال شده قابلیت‌های ارتفاع بالا را که انتظار داشتند، ندارد. علاوه بر این، موشک‌ها دارای نشان‌های ستاره داوود اسرائیل بودند. پس از آزمایش شلیک یک موشک، بقیه را پس دادند. جای تعجب نیست که پس از این ماجرا هیچ گروگانی آزاد نشد.
محموله هاوک همچنین پیامدهای قانونی برای دولت ریگان داشت. مجوز قبلی ریاست جمهوری، طبق قانون، هرگز به دست نیامد و کنگره نیز از این عملیات مطلع نشد. یک "یافته" ریاست جمهوری با اعتبار قانونی مشکوک فقط پس از وقوع تهیه شد و سپس بعداً نابود شد زیرا "از نظر سیاسی برای رئیس‌جمهور شرم‌آور" بود.
پس از شکست هاوک، مقامات آمریکایی تصمیم گرفتند واسطه‌های خصوصی اسرائیلی را حذف کرده و کل ابتکار را خودشان بر عهده بگیرند. به جای آنها، امیرام نیر، مشاور ضد تروریسم نخست‌وزیر پرز، نقش برجسته‌تری را بر عهده گرفت. در ۱۷ ژانویه ۱۹۸۶، رئیس‌جمهور ریگان یک یافته جدید را امضا کرد که ادامه فعالیت را تحت نظارت آمریکا مجاز می‌دانست و از جمله اهداف آن، برقراری تماس با "عناصر میانه‌رو" در ایران را مشخص می‌کرد.
تیم تحت رهبری ایالات متحده انتقال دیگری از ۱۰۰۰ موشک تاو را در فوریه ترتیب داد و پیچیدگی‌های لجستیکی مختلفی را برای جلوگیری از الزامات قانونی مانند نیاز به اطلاع‌رسانی به کنگره در آن گنجاند. این بار معاملات شامل ارائه نمونه‌های اطلاعاتی ایالات متحده به ایران در رابطه با جنگ با عراق نیز بود - امتیازی دیگر از سوی آمریکا. مانند قبل، این انتقال هیچ گروگانی را آزاد نکرد.
با این حال، یک مزیت قابل توجه برای طرف آمریکایی حاصل شد. این محموله سود چند میلیون دلاری برای "شرکت" به دست آورد. اگرچه ادعای قانونی آنها در مورد این وجوه بعداً مورد چالش قرار گرفت، نورث و همکارانش باقیمانده را برای مصارف مختلف، از جمله حمایت از کنتراهای نیکاراگوئه - و در نتیجه پیوند دو عملیات مخفیانه - و پرداخت کمیسیون به سکورد و حکیم استفاده کردند. چشم‌انداز سودهای بادآورده آینده بدون شک به عنوان انگیزه‌ای برای آمریکایی‌ها برای ادامه معاملات ایران عمل کرد.

## سفر مک‌فارلین و همراهانش به تهران
در ماه مه ۱۹۸۶، هیئتی از ایالات متحده شامل مک فارلین، نورث، یک کارشناس ایران از سیا و امیریم نیر سفری پرماجرا به تهران انجام دادند. آنها که نشان‌دهنده خطرات بالای موجود بود، گذرنامه‌های ایرلندی صادر شده با نام‌های جعلی را حمل می‌کردند و در یک طبقه جداگانه در هتل هیلتون سابق قرنطینه شدند. (نورث یک کیک آورد - اما نه یک انجیل.) هدف آنها برقراری تماس مستقیم با مقامات ارشد ایرانی، از جمله رفسنجانی، بود، اما بار دیگر انتظارات آنها برآورده نشد. پس از سه و نیم روز، هیئت دست خالی رفت و محموله‌ای از ۲۰۰ قطعه یدکی هاوک را بر جای گذاشت.

## ادامه رابطه
مک فارلین این شکست بزرگ را به رئیس‌جمهور ریگان گزارش داد. اما با وجود اصرارهای او، ایالات متحده همچنان به این فعالیت پایان نداد. در عوض، تصمیم گرفته شد که قربانی‌فر از این عملیات حذف شود و کانال دیگری به تهران پیدا شود. در همین حال، مشکلات همچنان ظاهر می‌شد، از جمله کشف گران‌فروشی قابل توجه برخی از تجهیزات توسط ایران. آزادی گروگان لارنس مارتین جنکو در اواخر ژوئیه، پس از مانورهای دیوانه‌وار قربانی‌فر و نیر، برنامه‌های دولت را تغییر نداد.
تا سپتامبر، کانال جدید، به رهبری علی هاشمی بهرمانی، برادرزاده رفسنجانی، کاملاً عملیاتی شد. این برادرزاده آنقدر آمریکایی‌ها را تحت تأثیر قرار داد که آنها ترتیبی برای یک سفر مخفیانه او به واشینگتن دادند که شامل بازدید نورث از دفتر بیضی بود. در این دوره، بحث‌ها در مورد مسائل استراتژیک گسترده‌تر مانند افغانستان، قیمت نفت و برکناری صدام حسین بود. اما گروگان‌ها همچنان در مرکز نگرانی‌های ایالات متحده بودند. آخرین محموله موشک‌های تاو در اواخر اکتبر انجام شد که منجر به آزادی گروگان دیوید جیکوبسن شد. اما آمریکایی‌ها با شوک نهایی روبرو شدند - پس از هفته‌ها مذاکره، آنها فهمیدند که بهرمانی در واقع یک کانال جدید نیست، بلکه مجرایی برای همان کنسرسیوم جناح‌های سیاسی مانند قبل است. ایده کار با "میانه‌روها" یک افسانه بود.

## رسوایی در سه کشور
ابتکار ایران زمانی به طور ناگهانی پایان یافت که داستان سفر مک‌فارلین به تهران در ۳ نوامبر ۱۹۸۶ در یک نشریه لبنانی به نام الشراع منتشر شد. ظاهراً منبع آن یک جناح سیاسی در داخل ایران مرتبط با مهدی هاشمی، از بستگان سببی آیت‌الله حسینعلی منتظری بود. خود خمینی اطمینان حاصل کرد که هیچ اتهام گسترده‌تری از این ابتکار وجود نخواهد داشت، اگرچه برخی گزارش‌ها نشان می‌داد که افشا بر جانشینی سیاسی پس از مرگ او تأثیر گذاشته است. در ایالات متحده، این رسوایی مشکلات سیاسی عمده‌ای را برای رئیس‌جمهور ریگان ایجاد کرد و منجر به پیگردهای کیفری علیه چندین مشاور او شد. اعتبار ایالات متحده در خارج از کشور، به ویژه در جهان عرب، آسیب دید. با این حال، این سؤال همچنان باز است که آیا معاملات اسلحه در ازای گروگان در نهایت تأثیری بر چشم‌انداز گشایش آینده در روابط ایالات متحده و ایران داشته است یا خیر.

### رسوایی در آمریکا
در ۵ اکتبر ۱۹۸۶ (۱۳ مهر ۱۳۶۵) یک هواپیمای باری قدیمی آمریکایی که در حال پرواز برفراز نیکاراگوئه بود، توسط یک موشک ضدهوایی سقوط کرد. یوجین هیزنفاس (به انگلیسی: Eugene Hasenfus) تنها بازمانده این حادثه بود که به اسارت درآمد. بعد از اطلاع از دستگیری او، سازمان سیا تصمیم گرفت هرچه سریعتر وارد عمل شده و وی را بازگرداند. اما مدتی بعد هیزنفاس با حضور در پشت دوربین‌های تلویزیونی از نقش آمریکا در تجهیز و پروراندن شورشیان نیکاراگوئه (کنترا) پرده برداشت.
این خبر در حالی به اولیور نورث، عضو شورای ملی امنیت ایالات متحده آمریکا رسید که وی در حال مذاکره با نمایندگان ایران در اروپا بود. رابرت مک‌فارلین، عضو دیگر شورای امنیت ملی ایالات متحده آمریکا، بعد از اطلاع از این خبر از ادامه مذاکرات با طرف ایرانی دست کشید و به واشینگتن بازگشت. درست یک ماه بعد خبر معامله تسلیحاتی ایران با آمریکا از یک هفته‌نامه لبنانی منتشر شد. این دو رسوایی سیاسی، یک بحران سیاسی را در آمریکا پدیدآورد.
در ۲۵ نوامبر ۱۹۸۶ (۴ آذر ۱۳۶۵) فاش شد که سرهنگ الیور نورث از کارکنان شورای ملی امنیت ایالات متحده آمریکا ترتیبی داده بود که سود ۱۰ تا ۳۰ میلیون دلاری فروش اسلحه به ایران به شورشیان کنترا پرداخت شود. در حالی‌که پیش از آن کنگره ایالات متحده آمریکا چنین اقدامی را از اساس غیرقانونی کرده بود. انتشار این اخبار ریگان را واداشت تا دریاسالار جان پویندکستر، مشاور امنیت ملی را که در سال ۱۹۸۵ جانشین مک‌فارلین شده بود، به همراه اولیور نورث از کار برکنار کند.
ریگان به‌دنبال این ماجرا، کمیته مشترک ریاست جمهوری و کنگره، به ریاست سناتور سابق جان تاور، را مأمور رسیدگی به این ماجرا کرد. کمیسیون تاور بعدها اعلام کرد که ریگان از اقدامات زیر دستانش در شورای امنیت ملی در ماجرای ایران–کنترا خبر نداشته است هرچند که افرادی نظیر رونالد ریگان رئیس ستاد کارکنان ریاست جمهوری ایالات متحده آمریکا، کاسپارواینبرگر وزیر دفاع و جرج شولتز وزیر خارجه به دلیل تعلل در جلوگیری از این قانون‌شکنی مورد انتقاد قرار گرفتند.
در طی جلسات سؤال از متخلفان در کمیسیون تاور، سرهنگ اولیور نورث با استفاده از حق توسل به متمم پنجم، از دادن هرگونه شهادت در رابطه با نقشش در نابود کردن مدارک مربوط به ماجرای ایران–کنترا خودداری کرد.
این دو رسوایی سیاسی (حمایت از شورشیان نیکاراگوئه و فروش مخفیانه سلاح به ایران)، یک بحران سیاسی را در آمریکا پدیدآورد. برای بیشتر آمریکایی‌ها این دو رسوایی غیرقابل قبول بود.

#### واکنش رونالد ریگان
رونالد ریگان و آنتونی میس که در تاریخ ۲۵ نوامبر همان سال از ارتباط این دو موضوع مطلع و شوکه شده بودند، کنفرانس خبری آن روز را لغو کردند. البته همواره از وجود شواهدی مبنی بر آگاهی شخص رونالد ریگان از این رابطه دوطرفه سخن گفته شده است؛ ولی هیچگاه مدارکی در جهت محکومیت رئیس‌جمهور ارائه نشد.

#### تشکیل کمیسیون تاور
پس از این رسوایی، ریگان کمیته‌ای ۳ نفره به ریاست سناتور جان تاور تشکیل داد تا این موضوع را بررسی کنند. این کمیته به کمیسیون تاور معروف شد و مأموریت بررسی نقش شورای امنیت ملی آمریکا را در این بحران بر عهده گرفت.

#### تغییر نشان هالیوود
نشان HOOLYWOOD در اعتراض به این ماجرا در سال ۱۹۸۷ به OLLYWOOD تغییر یافت.

#### خودکشی رابرت مک‌فارلین
در ۲۲ مارس ۱۹۸۷ (۲ فروردین ۱۳۶۶) و پس از گذشت دو سال از ماجرا، مک فارلین با خوردن تعداد زیادی قرص والیوم دست به خودکشی زد. این خودکشی ناموفق بود و وی جان سالم بدر برد.

### رسوایی در ایران

سید مهدی هاشمی در دادگاه

#### فاش‌سازی
در ۳ نوامبر ۱۹۸۶ (۱۲ آبان ۱۳۶۵) یک روزنامه لبنانی به نام الشراع نوشت که رابرت مک‌فارلین مشاور امنیت ملی ریگان در یک مأموریت مخفیانه به همراه یک کیک و یک انجیل امضاء شده توسط ریگان به تهران سفر کرده تا از طریق فروش سلاح به ایرانیان از کمک آنان برای آزادی گروگان‌های آمریکایی در لبنان استفاده کند. کسی که این اطلاعات را در اختیار الشراع قرار داده بود سید مهدی هاشمی مسوول نهاد نهضتهای آزادیبخش سپاه و از نزدیکان منتظری قائم مقام رهبری بود و وی نیز این اطلاعات را از امید نجف آبادی دریافت کرده بود.
به دنبال انتشار گزارش الشراع، هاشمی رفسنجانی که آن زمان رئیس مجلس شورای اسلامی بود با توصیه خمینی فردای آنروز در مراسم سالگرد ۱۳ آبان در سفارت سابق آمریکا به تشریح سفر مک فارلین و همراهانش به ایران پرداخت.
هر چند از طرف برخی گفته می‌شود خمینی از این مذاکرات اطلاعی نداشت اما مدارک و مستنداتی حاکیست او از طریق هاشمی در جریان این مذاکرات قرار داشت و هاشمی با چراغ سبز او مذاکرات را پیش برد. اول این که خمینی پس از افشای مذاکرات در سال ۱۳۶۵ هرگز هاشمی را متهم نساخت بلکه مجلس را نیز به علت طرح سؤال در این زمینه مورد عتاب قرار داد. از طرفی هاشمی نیز در زمان ریاست جمهوری خامنه ای به عنوان فرماندهٔ جنگ ایران و عراق منسوب شده و سال بعد خود به ریاست جمهوری رسید.
اعتماد مردم به اقدامات خمینی موجب جلوگیری از اعتراضات مردمی در ایران شد؛ ولی برخی رجال سیاسی مخالف، نارضایتی خود را با این مسئله اعلام کردند.
سید روح‌الله خمینی در این باره گفت:
«رئیس‌جمهور آمریکا در این رسوایی باید عزا بگیرد. این متفرقه گویی و اضطرابی که در کاخ سفید پیدا شد و در طرفداری آمریکا، حکایت از عظمت مسئله می‌کند. یک مقام عالی‌رتبه – به قول خودشان – از آمریکا به‌طور قاچاق و با تذکره جعلی وارد ایران می‌شود در صورتی که ایران نمی‌داند چیست. به مجردی که وارد می‌شود معلوم می‌شود که این از مقامات آمریکا است. ایران او را در یک جایی تحت نظر قرار می‌دهد و او با هر کسی خواسته است ملاقات کند، ملاقات نمی‌کند.»

#### اعتراض در داخل حکومت ایران
از معترضان به ماجرای مک فارلین در ایران حسینعلی منتظری بود. او در خاطرات خود نوشته است: «ساده انگارانه است اگر کسی باور کند که آمریکایی‌ها برای فروش مقداری سلاح یا رهایی چند گروگان در لبنان دست از سیاست‌های اصولی خود در جنگ ایران و عراق بردارند. تجربه گروگان‌گیری افراد سفارت آمریکا درس‌های آموزنده‌ای برای آمریکایی‌ها و ما داشت. اتفاقاً آزادی آن‌ها هم در ابتدای ریاست جمهوری رونالد ریگان بود و سفر مک فارلین هم در همین دوران ریگان بود. از طرف دیگر این چه روشی است که در ایران متداول شده که از مذاکرات رسمی و روشن و منطقی با آمریکا روی گردان بوده و آن را خیانت و بی‌غیرتی اعلام می‌کنند ولی به صورت مخفی و پشت پرده مذاکره می‌کنند. واقعاً این‌ها دردهایی است که ما در این کشور می‌کشیم.»
منتظری ادامه می‌دهد: «آقایان برای خرید اسلحه روابط مخفیانه‌ای با آمریکایی‌ها برقرار کرده بودند و مک فارلین مشاور رئیس‌جمهور آمریکا و همکاران او به‌طور مخفیانه و پاسپورت جعلی وارد کشور شدند. سپس با نامه‌های آقای منوچهر قربانی فر این مسئله برای ما برملاشد. آقای قربانی فر فتوکپی نامه‌های خود به آقای کنگرلو را به وسیله آقای فتح‌الله امید نجف آبادی برای من فرستاد و طبعاً جریان مک فارلین در بیت ما مطرح شد. البته من اصلاً قربانی فر را ندیده‌ام و نامه‌های قربانی فر را ظاهراً سیدمهدی توسط یکی از دوستانش به الشراع رسانده بود و آقایان با علم کردن این مسائل می‌خواستند به طرف‌های آمریکایی خود بفهمانند که ما با طرفداران صدور انقلاب، به قول آمریکایی‌ها تروریسم، و با مخالفان این مذاکرات و افشا کنندگان آن برخورد کرده‌ایم. در آن زمان بسیاری از تلکسهایی که بر روی منزل ما می‌آمد از همین موضوع حکایت داشت.»
میرحسین موسوی نخست‌وزیر وقت نیز پس از فاش‌سازی با ارسال نامه‌ای به سید روح‌الله خمینی، از اینکه در جریان این معامله قرار داده نشده است، گله کرد.
۸ تن از نمایندگان مجلس نیز تصمیم گرفتند در این مورد علی‌اکبر ولایتی، وزیر امور خارجه را مورد سؤال قرار دهند. این هشت نفر عبارت بودند از: حسینی سیرجانی، جلال‌الدین فارسی، سید کمال‌الدین نیک‌روش، سید محمد خامنه‌ای - موسویانی، نجفی رهنانی، فهیم کرمانی (بند چهارم) و اسرافیلیان. متن سؤال به قرار زیر بود:
1. با توجه به این که وزارت امور خارجه عهده‌دار اجرای سیاست خارجی جمهوری اسلامی است و تعیین خط مشی با مقام معظم رهبری و مجلس شورای اسلامی است، در رابطه با جنجال تبلیغاتی اخیر از داخل و خارج کشور در خصوص ارتباط با دولت آمریکا اعلام دارند که این ارتباط در چه سطحی صورت پذیرفته است.
2. نظر به این که مجلس شورای اسلامی هیچ گونه اطلاعی از این فعل و انفعالات نداشته‌اند، اعلام دارند چه مقامی یا مقاماتی تصمیم به این تماس و ارتباط گرفته‌اند.
3. شنیده می‌شود افرادی خارج از کادر وزارت امور خارجه با هیئت آمریکایی تماس گرفته و مذاکره نموده‌اند، لطفاً اعلام دارید که این افراد مأموریتی از جانب وزارت امور خارجه داشته‌اند یا خیر و در صورتی که پاسخ منفی باشد، مجوز قانونی تماس و ارتباط افراد مذکور کدام است؟
4. جریان سفر هیئت آمریکایی به ایران به چه صورت و با چه کیفیتی صورت پذیرفته و چه کسانی در ایران با آن‌ها مذاکره نموده، محور مذاکرات چه بوده و مذاکرات به چه تصمیماتی منجر گردیده است.
5. ضمناً موضوع قبلاً با وزیر محترم امور خارجه در میان گذاشته شده و پاسخ مشارٌ‌الیه مقنع نبوده است.

روح‌الله خمینی، رهبر وقت ایران، در واکنشی تند به طرح این سؤال چنین سخنرانی کرد:
چرا باید وقتی که دنیا به تزلزل درآمده است برای این بی اعتنایی ایران به کاخ سفید و سیاه، چرا ما باید توجیه کنیم مسائل آن‌ها را؟ چرا ما باید این قدر غرب‌زده باشیم یا شیطان‌زده؟ من هیچ توقع نداشتم از بعض این اشخاص، ولو بعضی‌شان در نظر من پوچ‌اند، لکن از بعضی از این اشخاص که سابقه دارند هیچ توقع نداشتم که در این زمان که باید فریاد بزنند سر آمریکا، فریاد می‌زنند سر مسئولان ما! چه شده است؟ شماها چه‌تان است؟ چه کردید شماها؟ شماها چرا باید تحت تأثیر تبلیغات خارجی واقع بشوید یا تحت تأثیرات نفسانیت خودتان؟ در یک همچون مسئله مهمی که باید همه شما دست به هم بدهید و ثابت کنید به دنیا که ما وحدت داریم، وحدت ما این‌طور شده است و در روزی که هفته وحدت است چرا شماها می‌خواهید تفرقه ایجاد کنید؟ لحن شما در آن چیزی که به مجلس دادید، از لحن اسرائیل تندتر است، از لحن خود کاخ نشینان آن جا تندتر است. شما چه شده است این‌طور شدید؟ شما که این نبودید بعضیتان… شما دل مسئولان ما را نشکنید، شما هی تندرو و کندرو درست نکنید، دودستگی ایجاد نکنید، این خلاف اسلام است، خلاف دیانت است، خلاف انصاف است، نکنید این کارها را.
با این حال و با گذشت چندین سال از این ماجرا هنوز جنجال سیاسی بر سر ابعاد آن ادامه دارد و برخی هاشمی رفسنجانی را متهم می‌کنند که فقط مذاکره برای خرید اسلحه و معامله برای آزادی گروگان‌های آمریکایی در لبنان را به سید روح‌الله خمینی اطلاع داده است ولی حضور هیئت بلندپایه در تهران و تلاش برای عادی‌سازی روابط با آمریکا از طریق خودش و میانه‌روها را از وی پنهان نموده است.

#### مطبوعات
نشریه السفیر می‌نویسد ریگان در مورد اعتراضات کنگره در مورد ارسال سلاح به ایران گفت:سلاح‌های ارسالی فقط جنبه دفاعی دارد و هدف ما از ارسال آن‌ها یکی این است که بفهمانیم ما آماده عادی‌سازی روابط هستیم و دیگر اینکه با جناح میانه‌رو در جنگ قدرت پس از آیت‌الله خمینی کانال ارتباطی برقرار نماییم.
روزنامه النهار می‌نویسد: ریگان و جان پویند کستر در یک مصاحبه مطبوعاتی گفتند:هدف اصلی ما از مذاکرات و ارسال سلاح محرمانه به ایران، ایجاد ارتباط مناسب با رهبران احتمالی آینده ایران بود و موضع گروگان‌ها فرعی و جانبی است. آن‌ها اظهار امیدواری کردند که پس از مرگ خمینی جناح میانه‌رو روی کار آید.
نشریه کویتی المجتمع فاش کرد که هدف ماجرای مک فارلین ۴چیز است.
- تغییراتی در داخل حاکمیت ایران در حال وقوع است و باید از آن بهره‌برداری کرد.
- برخورد دو جناح منتظری و هاشمی
- تقویت جناح میانه‌رو
- ایجاد زمینه تفاهم با حاکمیت پس از مرحله خمینی

#### تماس دموکرات‌ها با ایران
هشت سال بعد از ماجرای مک فارلین و در زمان ریاست جمهوری بیل کلینتون، هاشمی رفسنجانی مطلبی به شرح زیر در خاطرات خود می‌نویسد:
«آقای فلاحیان آمد و اوراق فاکسی را آورد که یکی از عناصر حزب دموکرات آمریکا زده و خواسته بود، برای کم کردن دشمنی دولت فعلی آمریکا که درصدد ضربه زدن به ایران است، بعضی از اسناد مربوط به جریان مک فارلین را برای تضعیف جمهوری خواهان منتشر کنیم، تا باعث کم‌شدن خشم دموکرات‌ها و نزدیکی ایران و آمریکا بشود. گفت آیت‌الله خامنه‌ای گفته‌اند صحبت کنم.»
هاشمی در ملاقات بعدی خود با رهبر جمهوری اسلامی در مورد این پیشنهاد با وی صحبت می‌کند. به گفته هاشمی «آیت‌الله خامنه‌ای نظر داشتند که برای توسعه اختلافشان استفاده بشود، ولی به نتیجه روشنی نرسیدیم.»

### رسوایی در اسرائیل
این ماجرا در اسرائیل نیز موجب جنجال بسیار شد. در دهم دسامبر همان سال، شیمون پرز در دفاع از شرکت اسرائیل در ماجرای ایران–کنترا پاسخ داد:
اینکه ما به ایرانیان اسلحه بدهیم فکر خود آمریکاییان بود. ما فقط به درخواست واشینگتن وارد شدیم.
آبا ابن (به عبری: אבא אבן) که ریاست کمیسیون تحقیق روابط ایران و اسرائیل در ماجرای مک‌فارلین را بر عهده داشت، نیز حتی اذعان داشت:
این حق ماست که بخواهیم به ایران اسلحه بفروشیم.

## ادعای ملاقات حسن روحانی با معاون ضدتروریسم اسرائیل
در ۲۶ ژوئن ۲۰۱۳، وب‌سایت روزنامهٔ اسرائیلی، یدیعوت اخرونوت، طی مقاله‌ای مدعی شد که حسن روحانی و امیرام نیر، معاون ضدتروریسم وقت دولت اسرائیل، در سال ۳۰ اوت ۱۹۸۶ میلادی دیدار محرمانه داشته‌اند. طبق متن این دیدار که از روی نوار ضبط شدهٔ مکالمات پیاده شده، روحانی در حالی که فکر می‌کرد طرف مقابلش از مقامات آمریکایی است، به نیر پیشنهادهایی برای مقابله با آنچه سیاست‌های «افراطی» آیت الله خمینی می‌خواند ارائه می‌کند. روحانی ضمن بیان این که فقط هاشمی رفسنجانی از این دیدار محرمانه خبر دارد، از آمریکا می‌خواهد که دیگر نرمش نشان ندهند و با قدرت در برابر خمینی بایستند تا او را وادار به عقب‌نشینی کنند. او همچنین خواستار کمک سیاسی و نه مالی آمریکا برای «برقراری اسلام واقعی» در ایران می‌شود و می‌گوید چون در ایران در محاصرهٔ پاسداران است نمی‌تواند درخواست کمک مالی کند. حسن عباسی در سال ۹۴ این مقاله را ترجمه و منتشر کرد و با شکایت دولت روحانی راهی دادگاه شد اما دادگاه، حکم به تبرئه عباسی داد. عباسی گفت در دادگاه ۴۰۰ صفحه سند فارسی، عبری، عربی و انگلیسی برای اثبات ادعای خود ارائه کرده است.

## تأثیر تجهیزات آمریکایی در افزایش توان نظامی ایران
در مراحل جنگی سال‌های ۶۴–۱۳۶۵ عملیات والفجر ۸ (اشغال فاو) و عملیات کربلای ۵ (محاصره بصره) ایرانی‌ها توانستند افزایش توان نظامی خود را به نحوی که توانایی بازکردن یک جبهه کامل را داشته‌باشند را به نمایش بگذارند. در آن برهه از جنگ ایران و عراق تجهیزات آمریکایی، موشک ضد تانک تاو و موشک ضدهوایی هاوک و نیز خرید قطعات یدکی برای هواپیماهای نیروی هوایی ایران و توپهای دوربرد، توان ماشین جنگی ایران را به نحو قابل ملاحظه‌ای افزایش داده بود. استفاده از این تجهیزات دلیل عقب‌نشینی عراقی‌ها را در زمان آغاز آن عملیات‌ها توجیه می‌کند. تا پیش از این عملیات‌ها ایرانی‌ها برای مدت‌ها توان مؤثر انهدام تانک، ساقط نمودن هواپیما، و هلیکوپترهای توپدار را از دست داده‌بودند. این افزایش ناگهانی در توان ماشین جنگی ایران علی‌رغم توجیه دولت ریگان بر عدم تأثیر فروش نظامی ایران بر توان جنگی ایران بود.

## افراد مرتبط
برخی از مهم‌ترین اشخاصی که در این ماجرا نقش کلیدی را ایفا کرده بودند و از ملیت‌های مختلف می‌باشند عبارتند از:
 ایالات متحده آمریکا
- رونالد ریگان
- رابرت مک‌فارلین
- الیوت آبرامز
- دیوید آدینگتون
- جان بولتون
- دیک چینی
- رابرت گیتس
- مایکل لدین
- ویلیام جوزف کیسی
- ادوین میس
- جان نگروپونت
- اولیور نورث
- اوتو ریچ
- جان پویندکستر
- جورج شولتز
- کاسپار واینبرگر

 ایران
- سید روح‌الله خمینی
- اکبر هاشمی رفسنجانی
- سید علی خامنه‌ای
- میرحسین موسوی
- احمد وحیدی
- سید احمد خمینی
- محسن رضایی
- محسن کنگرلو
- منوچهر قربانی‌فر
- حسینعلی منتظری
- مهدی هاشمی
- فتح‌الله امید نجف‌آبادی
- حسن روحانی[۸۲]

 اسرائیل
- شیمون پرز
- امیرام نیر
- یاکو نیمرودی
- آدولف شویمر

 عربستان سعودی
- عدنان خاشقچی

 نیکاراگوئه
- دنیل اورتگا

 بریتانیا
- آلبرت حکیم

 لبنان
- عماد مغنیه